# Генрі Г'ю Кліффорд
Генрі Г'ю Кліффорд (12 вересня 1826 — 12 квітня 1883) — британський армійський офіцер, кавалер Хреста Вікторії, найвищої нагороди за хоробрість перед обличчям ворога, якою можуть бути нагороджені британські та співдружні сили.

## Раннє життя
Кліффорд був третім сином Х'ю Кліффорда, 7-го барона Кліффорда з Чадлі, від його шлюбу з Мері Люсі, єдиною дочкою Томаса (згодом кардинала) Велда з замку Лулворт, Дорсетшир. Він народився 12 вересня 1826 року і отримав своє перше звання другого лейтенанта в Стрілецькій бригаді 7 серпня 1846 року.
Кліффорд служив у Південній Африці проти гайків під керівництвом Санділі в наступному році, а потім проти бурів до їх підкорення у Вайнберзі на річці Вааль. Після початку іншої кафрської війни в 1852 році він знову вирушив до Африки, де залишався до листопада 1853 року.

## Кримська війна та Хрест Вікторії
Кліффорд брав участь у Кримській війні, де отримав призначення ад'ютанта сера Джорджа Брауна, який командував легкою дивізією, і був присутній під Альмі та Інкермані, і за свою доблесть в останній битві був нагороджений Хрестом Вікторії, за те, що очолив одну з атак, убивши одного ворога своїм мечем, вивів з ладу іншого і врятував життя солдата (5 листопада 1854 року).
У травні 1855 року Кліффорд був призначений заступником помічника генерал-квартирмейстера і, залишаючись у Криму до завершення війни, потім був підвищений до звання бревет-майора і отримав медаль і застібки за Альму, Інкерман і Севастополь, а від іноземних урядів — орден Почесного легіону та 5-й клас Меджидіє.

## Подальша кар'єра
Після початку бойових дій у Китаї Кліффорд відплив туди і як помічник генерал-квартирмейстера був присутній під час операцій між груднем 1857 і січнем 1858 року, які призвели до взяття Кантона. За свої заслуги він отримав звання бревет-підполковника з китайською медаллю та кантонською застібкою.
Після повернення до Англії Кліффорд розпочав тривалий термін служби в штабі. Він був помічником генерал-квартирмейстера в Олдершоті в 1860–4 роках, обіймав аналогічну посаду в штаб-квартирі в 1865–1868 роках, був ад'ютантом головнокомандувача в 1870–3 роках і помічником ад'ютанта в штаб-квартирі в 1873–5 роках. На початку 1879 року Кліффорд був обраний для поїздки до Південної Африки, щоб взяти на себе керівництво зв'язком лорда Челмсфорда між Дурбаном і військами в полі. Його завдання було нелегким, оскільки у Дурбані, порту висадки, панувала велика плутанина. Але завдяки своєму великому досвіду штабної роботи, знанню потреб забезпечення армії і, перш за все, завдяки своєму знайомству з війнами з місцевим населенням і своїй невтомній вдачі, він дуже швидко привів все до ладу, і його зусилля були повністю визнані сером Гарнет Волслі, 1-й віконт ВолсліГарнетом Вулзлі.
Кліффорд був призначений компаньйоном Ордена Лазні 2 червня 1869 року, лицарем-командором Ордена Святого Михайла і Святого Георгія 19 грудня 1879 року і отримав пенсію в розмірі 100 фунтів стерлінгів за видатні заслуги 7 жовтня 1874 року. Він служив командувачем Східним округом Англії з квітня по вересень 1882 року. Він помер в Угбруці, поблизу Чадлі в Девоні 12 квітня 1883 року.

## Сім'я
Кліффорд одружився 21 березня 1857 року в Дубліні з Джозефіною Елізабет, єдиною дочкою Джозефа Анстіса з Медлі Вуд, Шропшир, професора Королівського коледжу Лондона. Їхнім сином був колоніальний адміністратор сер Х'ю Кліффорд. Іншим сином був бригадний генерал Генрі Фредерік Х'ю Кліффорд, який загинув у бою під час Першої світової війни. Леді Кліффорд померла в 1913 році в Гемптон-корт, імовірно, як жест милості та поваги за службу її чоловіка.